# Wybory parlamentarne w Rosji w 1995 roku
Wybory parlamentarne w Rosji 1995 – pierwsze wolne wybory do Dumy odbyły się dnia 17 grudnia 1995 roku. Najwięcej głosów uzyskała Komunistyczna Partia FR zyskując (22,3%) głosów (157 mandatów). Drugą siła w parlamencie została wówczas partia  Nasz Dom – Rosja (10,13%) głosów (55 mandatów). Do parlamentu weszły także Liberalno-Demokratyczna Partia Rosji (11,18%) (51 mandatów)
oraz Jabłoko (6,89%) (45 mandatów) i Partia Agrarna (3,78%) głosów i (20 mandatów).
Pozostali deputowani (122 mandaty) to głównie niezależni prokremlowscy oligarchowie.